# Kaplilien
Die Kaplilien (Veltheimia) sind eine Pflanzengattung aus der Unterfamilie Scilloideae der Familie Spargelgewächse (Asparagaceae). Sie enthält nur zwei Arten, die in Südafrika heimisch sind. Ihre Sorten werden als frühblühende Zierpflanzen für Gärten und kühle Räume verwendet.

## Beschreibung

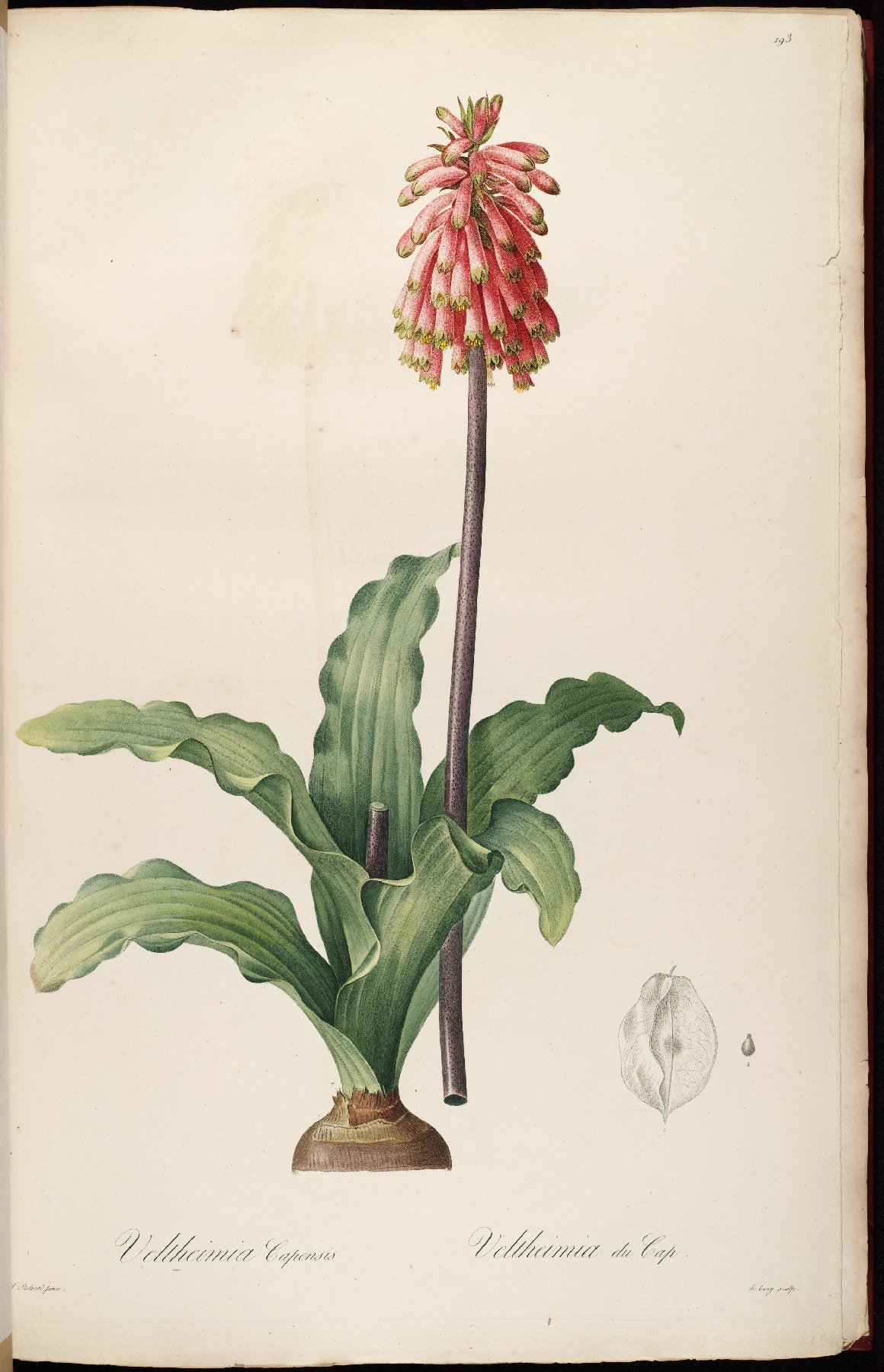
Abbildung der Kaplilie (Veltheimia capensis)

Es handelt sich um Zwiebelpflanzen, die eine blattlose, blütentragende, fleischige Achse ausbilden, ehe sie bis zu zehn basale Blätter mit leicht gewellten Blatträndern austreiben. Die zahlreichen Blüten mit enger Blütenkronröhre stehen in der Knospe aufrecht bis waagerecht; sie senken sich ab, wenn sie voll geöffnet sind. Die Blütenfarbe reicht von rosa bis violett, die Blütenblattspitzen sind grün. Auch die Kronröhre kann grün gepunktet sein. Kaplilien blühen im Winter.

## Systematik
Der Gattungsname Veltheimia ehrt den deutschen Mineralogen August Ferdinand Graf von Veltheim (1741–1801). Veltheimia gehört zur Tribus Hyacintheae (früher Familie Hyacinthaceae) in der Unterfamilie Scilloideae innerhalb der Familie Asparagaceae.
Die Gattung Veltheimia weist nur zwei Arten auf, im Gartenbau werden auch die angeführten Synonyme verwendet:
- Veltheimia bracteata Harv. ex Baker (Syn.: Veltheimia viridifolia Jacq.): Sie stammt vom östlichen Teil Südafrikas und ist weitgehend immergrün.[2]
- Veltheimia capensis (L.) DC.: (Syn.: Veltheimia deasii Barnes, Veltheimia glauca (Ait.) Jacq., Veltheimia roodeae E. Phillips): Sie stammt aus dem trockeneren Teil des westlichen Südafrikas. Sie ist saisongrün, besitzt also in der Trockenzeit keine grünen Laubblätter. Die Blütezeit liegt im Herbst bis frühen Winter. Sie benötigt volle Sonne, um gut zu blühen.[2]

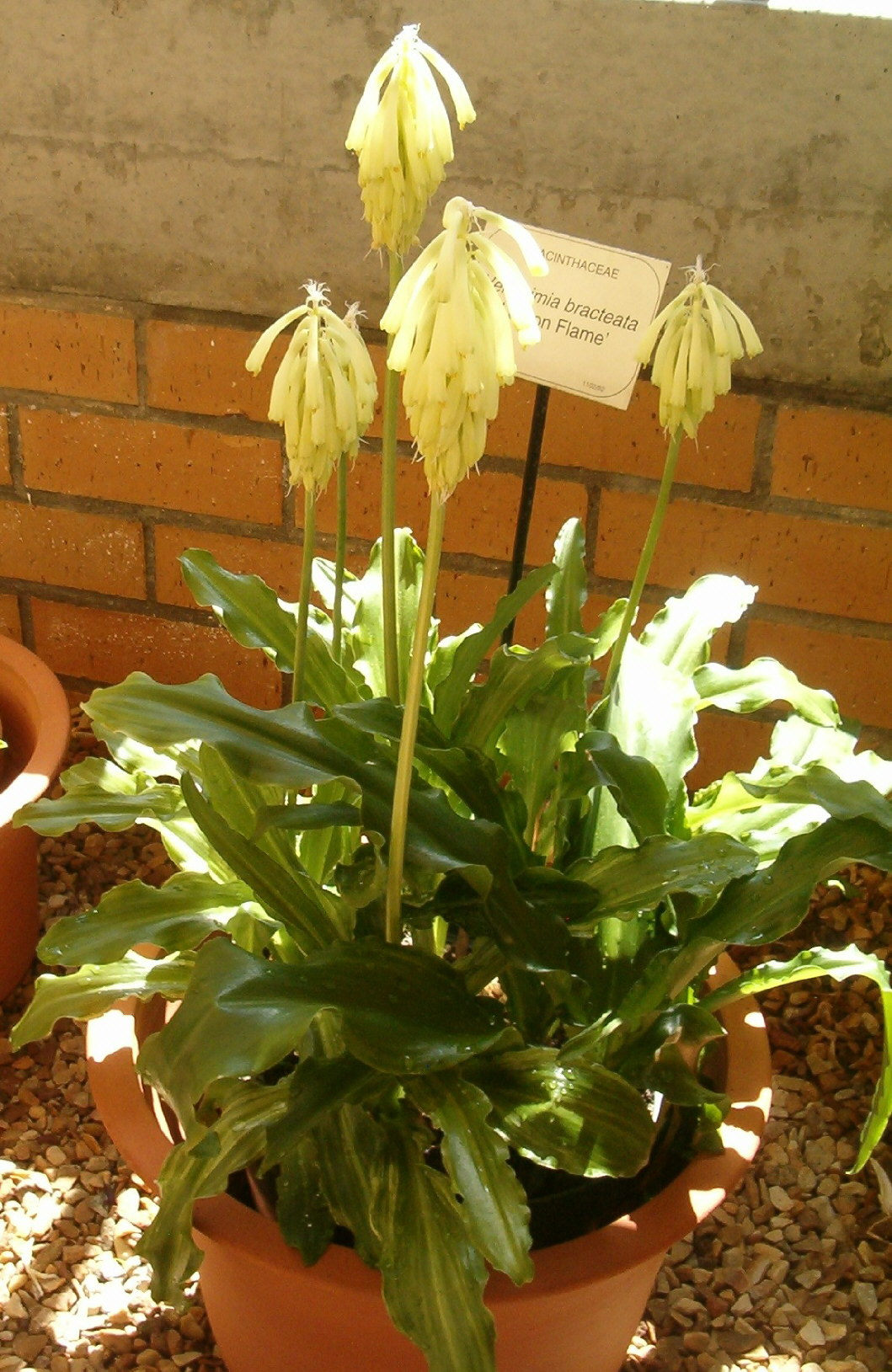
Die Sorte Veltheimia bracteata 'Lemon Flame'

## Verwendung
Sorten der Veltheimia-Arten werden als Zierpflanzen verwendet und eignen sich für die Topfkultur.